# Cyphastrea serailia
Espèce
Statut CITES
Cyphastrea serailia est une espèce de coraux appartenant à la famille des Faviidae ou à la famille Merulinidae.